# جیانلوکا گراوا
جیانلوکا گراوا (انگلیسی: Gianluca Grava؛ زادهٔ ۷ مارس ۱۹۷۷) بازیکن فوتبال اهل ایتالیا است.
از باشگاه‌هایی که در آن بازی کرده‌است می‌توان به باشگاه فوتبال ناپولی و باشگاه فوتبال ترنانا اشاره کرد.